# 木里微孔草
木里微孔草（学名：Microula muliensis）是紫草科微孔草属的植物，为中国的特有植物。分布于中国大陆的四川等地，生长于海拔3,500米的地区，多生在高山草地，目前尚未由人工引种栽培。